# Marit Larsen
Marit Elisabeth Larsen, född 1 juli 1983 i Lørenskog i Norge, är en norsk sångare, musiker och låtskrivare.

## Karriär
Marit Elisabeth Larsen uppnådde internationell uppmärksamhet som tonåring då hon slog igenom i duon M2M, där hon spelade gitarr såväl som skrev och sjöng låtar. Efter att duon åkt ut på världsturné splittrades gruppen av Atlantic Records i september 2002. Till följd av detta drog Larsen sig tillfälligt tillbaka från sin musikkarriär och funderade på framtida möjligheter. Under 2004 spelade Marit Larsen in nya låtar där hon skrev, sjöng låtarna, spelade gitarr och piano själv. Tre av Larsens nya låtar, "This Time Tomorrow", "Recent Illusion" och "Walls" (även känd som "October Month"), spelades i norsk radio.
Hösten 2005 spelade hon in sitt debutalbum Under the Surface som släpptes av skivbolaget EMI. Den första singeln "Don't Save Me" gjorde radiodebut den 3 januari 2006 och klättrade raskt upp till topp 10 på de flesta norska radiolistorna. Singeln släpptes på CD den 6 februari samma år och klättrade upp till första platsen på den officiella norska singellistan, där den låg kvar i 5 veckor och var länge kvar på topplistan. Albumet Under the Surface släpptes den 6 mars 2006 i Norge och innehöll 11 låtar, samtliga skrivna av Larsen (låten "Don't Save Me" skriven tillsammans med Peter Zizzo). Skivan låg som bäst på tredje plats på den norska skivlistan. Den norska tidskriften PlanB kallade skivan "2006 års mest efterlängtade skiva". Den 31 mars, endast tre veckor efter att skivan hade släppts, meddelades det att skivan hade sålt guld (i Norge krävs att ett album säljer över 20 000 kopior för att få guld). Sedan släpptes den andra singeln "Under the Surface", och en musikvideo till låten kom den 10 maj 2006. "Under the Surface" nådde som bäst 6:e plats på den norska singellistan, men stannade på listan i 16 veckor.
13 oktober 2008 kom hennes andra soloalbum, The Chase. Den första singeln från skivan var "If a Song Could Get Me You", som gick direkt till toppen på VG-lista i sin första vecka (vecka 34/2008). Både den första och andra plattan hennes produceras av Kåre Vestrheim.

## Diskografi

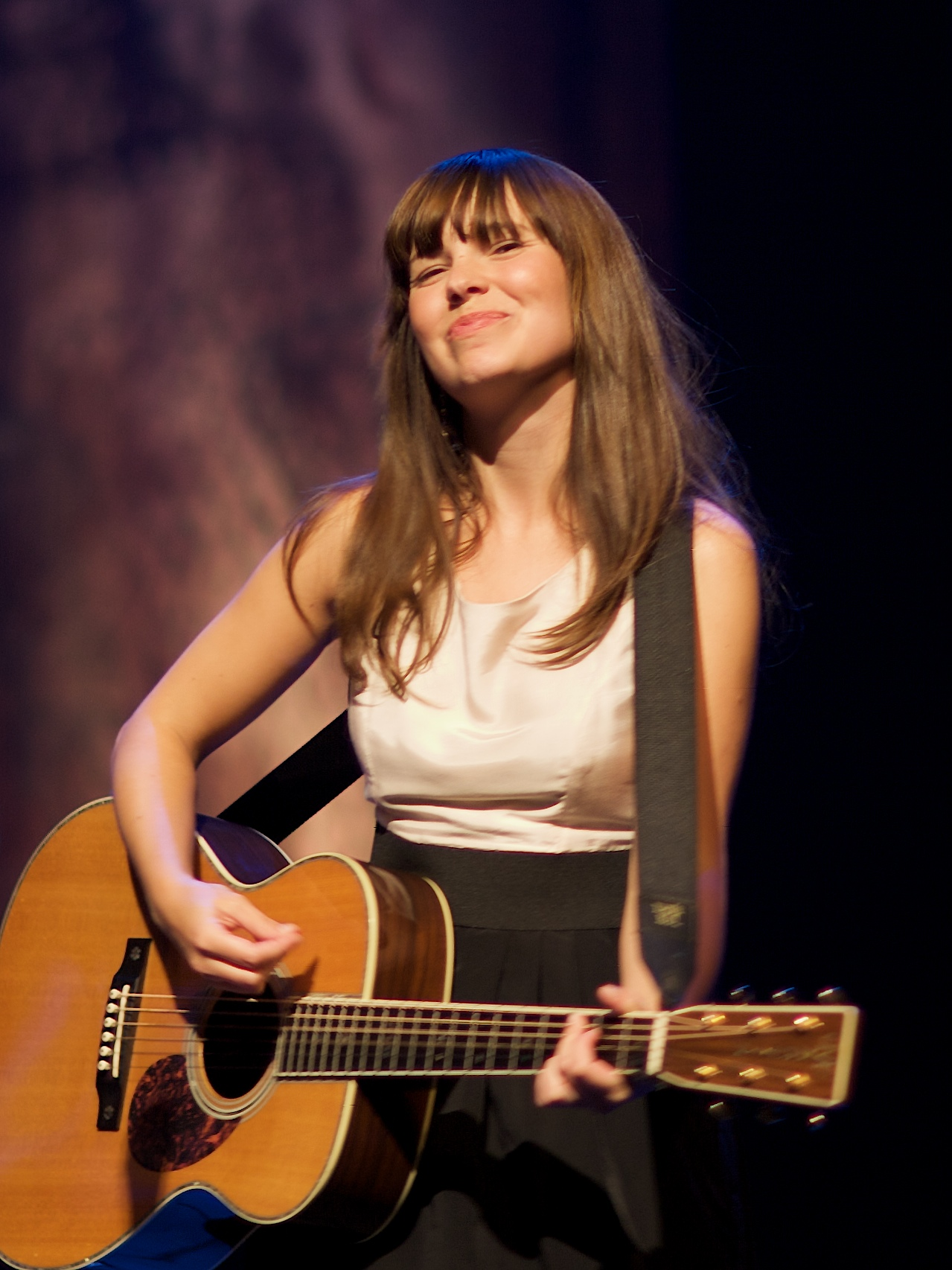
Marit Larsen med TrondheimSolistene i Ibsenhuset, Skien 27 september 2009.

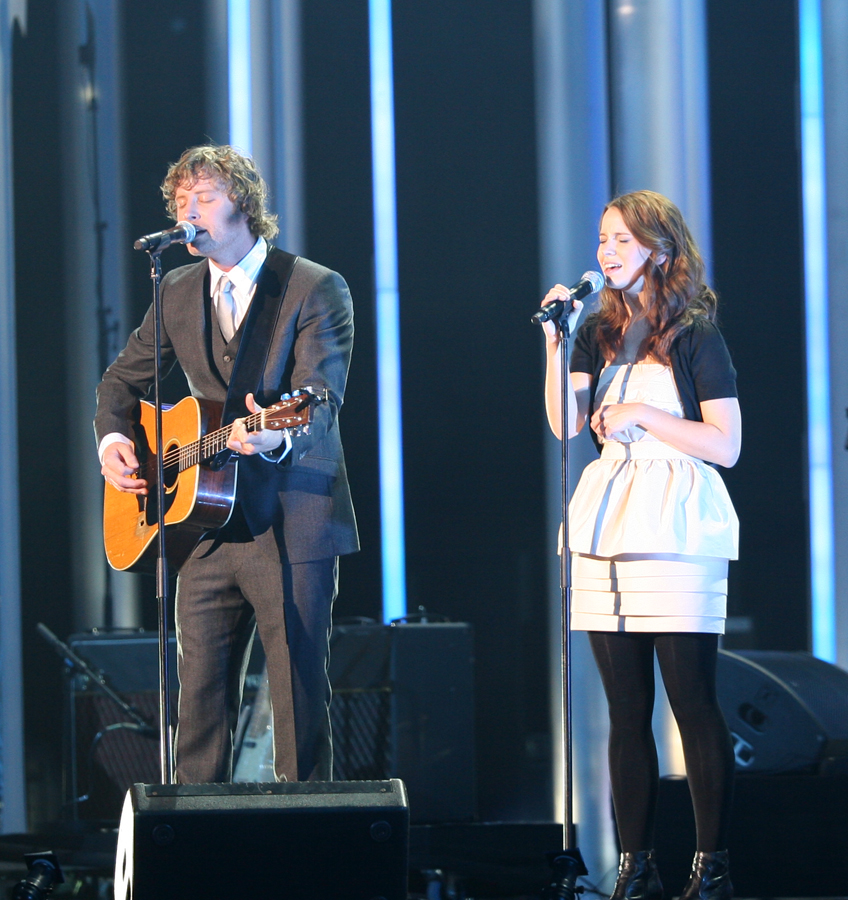
Marit Larsen under Nobelpriskonserten i Oslo Spektrum 2008, tillsammans med Dierks Bentley.

### Studioalbum
| År   | Albuminformation                                                     | Toppnoteringar | Certifikat         |
| År   | Albuminformation                                                     | NOR            | Certifikat         |
| ---- | -------------------------------------------------------------------- | -------------- | ------------------ |
| 2006 | Under the Surface - Släppt: 6 mars 2006                              | 3              | - NOR: 2 × platina |
| 2008 | The Chase - Släppt: 13 oktober 2008                                  | 1              | - NOR: platina     |
| 2011 | Spark - Släppt: 18 november 2011                                     | 2              | - NOR: Guld        |
| 2014 | When The Morning Comes - 4:e studioalbumet - Släppt: 20 oktober 2014 | 1              | —                  |
| 2016 | Joni Was Right I/II - 5:e studioalbumet - Släppt: 9 september 2016   | 36             | —                  |

### Samlingsalbum
| År   | Albuminformation                                     | Toppnoteringar | Toppnoteringar | Toppnoteringar | Toppnoteringar | Certifikat                 |
| År   | Albuminformation                                     | NOR            | AUT            | GER            | SWI            | Certifikat                 |
| ---- | ---------------------------------------------------- | -------------- | -------------- | -------------- | -------------- | -------------------------- |
| 2009 | If A Song Could Get Me You - Släppt: 14 augusti 2009 | —              | 7              | 3              | 2              | - GER: Platina - SWI: Guld |

### EP
| Släppdatum | Titel             | Album               |
| ---------- | ----------------- | ------------------- |
| 2016       | Joni Was Right    | Joni Was Right I/II |
| 2016       | Joni Was Right II | Joni Was Right I/II |

### Singlar
| Släppdatum | Titel                                  | Listposition        | Listposition           | Listposition       | Listposition             | Listposition              | Album                      |
| Släppdatum | Titel                                  | Norska singellistan | Isländska singellistan | Tyska singellistan | Schweiziska singellistan | Österrikiska singellistan | Album                      |
| ---------- | -------------------------------------- | ------------------- | ---------------------- | ------------------ | ------------------------ | ------------------------- | -------------------------- |
| 2006       | "Don't Save Me"                        | 1                   | –                      | –                  | –                        | –                         | Under the Surface          |
| 2006       | "Under the Surface"                    | 6                   | –                      | –                  | –                        | –                         | Under the Surface          |
| 2006       | "Only a Fool"                          | 14                  | –                      | –                  | –                        | –                         | Under the Surface          |
| 2007       | "Solid Ground"                         | –                   | –                      | –                  | –                        | –                         | Under the Surface          |
| 2008       | "If A Song Could Get Me You"           | 1                   | –                      | –                  | –                        | –                         | The Chase                  |
| 2008       | "I've Heard Your Love Songs"           | –                   | –                      | –                  | –                        | –                         | The Chase                  |
| 2009       | "Addicted"                             | –                   | –                      | –                  | –                        | –                         | The Chase                  |
| 2009       | "Fuel"                                 | –                   | –                      | –                  | –                        | –                         | The Chase                  |
| 2009       | "If A Song Could Get Me You" (Omgjord) | –                   | 19                     | 1                  | 2                        | 1                         | If A Song Could Get Me You |
| 2010       | "Under the Surface" (Omgjord)          | –                   | –                      | 38                 | –                        | 64                        | If A Song Could Get Me You |
| 2010       | "Don't Save Me" (Omgjord)              | –                   | –                      | 48                 | 63                       | –                         | If A Song Could Get Me You |
| 2011       | "Vår beste dag"                        | 1                   | –                      | –                  | –                        | –                         | –                          |
| 2011       | "Coming Home"                          | –                   | –                      | –                  | –                        | –                         | Spark                      |
| 2012       | "Don't Move"                           | –                   | –                      | –                  | –                        | –                         | Spark                      |
| 2014       | "I Don't Want To Talk About It"        | –                   | –                      | –                  | –                        | –                         | When The Morning Comes     |
| 2015       | "Faith & Science"                      | –                   | –                      | –                  | –                        | –                         | When The Morning Comes     |
| 2015       | "Please Don't Fall For Me"             | –                   | –                      | –                  | –                        | –                         | When The Morning Comes     |

### Artistsamarbeten
| Släppdatum | Titel                         | Listposition       | Listposition             | Listposition              | Album |
| Släppdatum | Titel                         | Tyska singellistan | Schweiziska singellistan | Österrikiska singellistan | Album |
| ---------- | ----------------------------- | ------------------ | ------------------------ | ------------------------- | ----- |
| 2010       | "Out Of My Hands" (med Milow) | 19                 | 21                       | 44                        | Milow |

## Utmärkelser
- 2006 – Spellemannprisen i klassen "Kvinnelig artist"[10]
- 2006 – Spellemannprisen i klassen "Musikkvideo" (för videon till "Don't Save Me")[10]
- 2007 – Alarmprisen i klassen "Pop"[11]
- 2010 – Gammleng-prisen i klassen "Populærmusikk"[12]
- 2017 – Edvard-prisen i klassen "Populærmusikk"[13]